# Issikiella amazonica
Issikiella amazonica is een schorpioenvliegachtige uit de familie van de hangvliegen (Bittacidae). De wetenschappelijke naam van de soort is voor het eerst geldig gepubliceerd door Byers & Florez in 1995.
De soort komt voor in Colombia.